# Ägidius von der Lancken

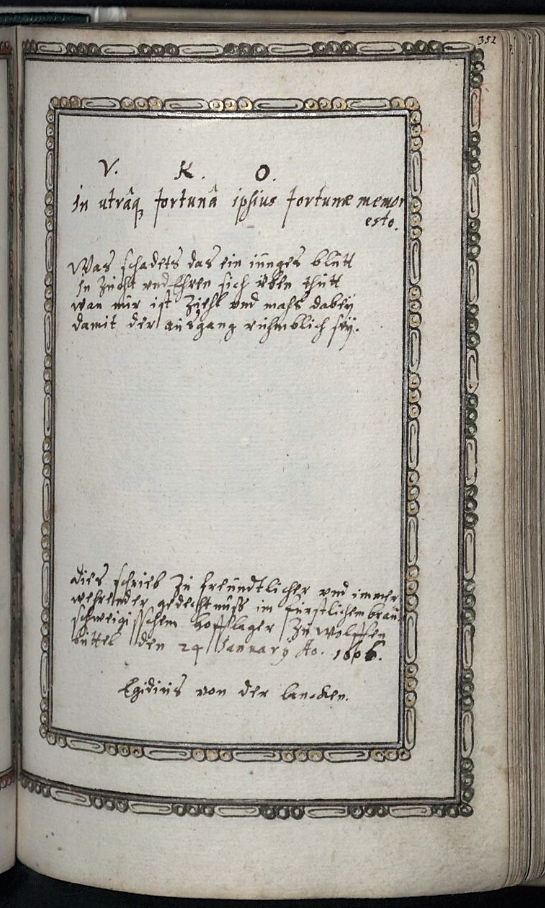
Eintragung Ägidius von der Lanckens

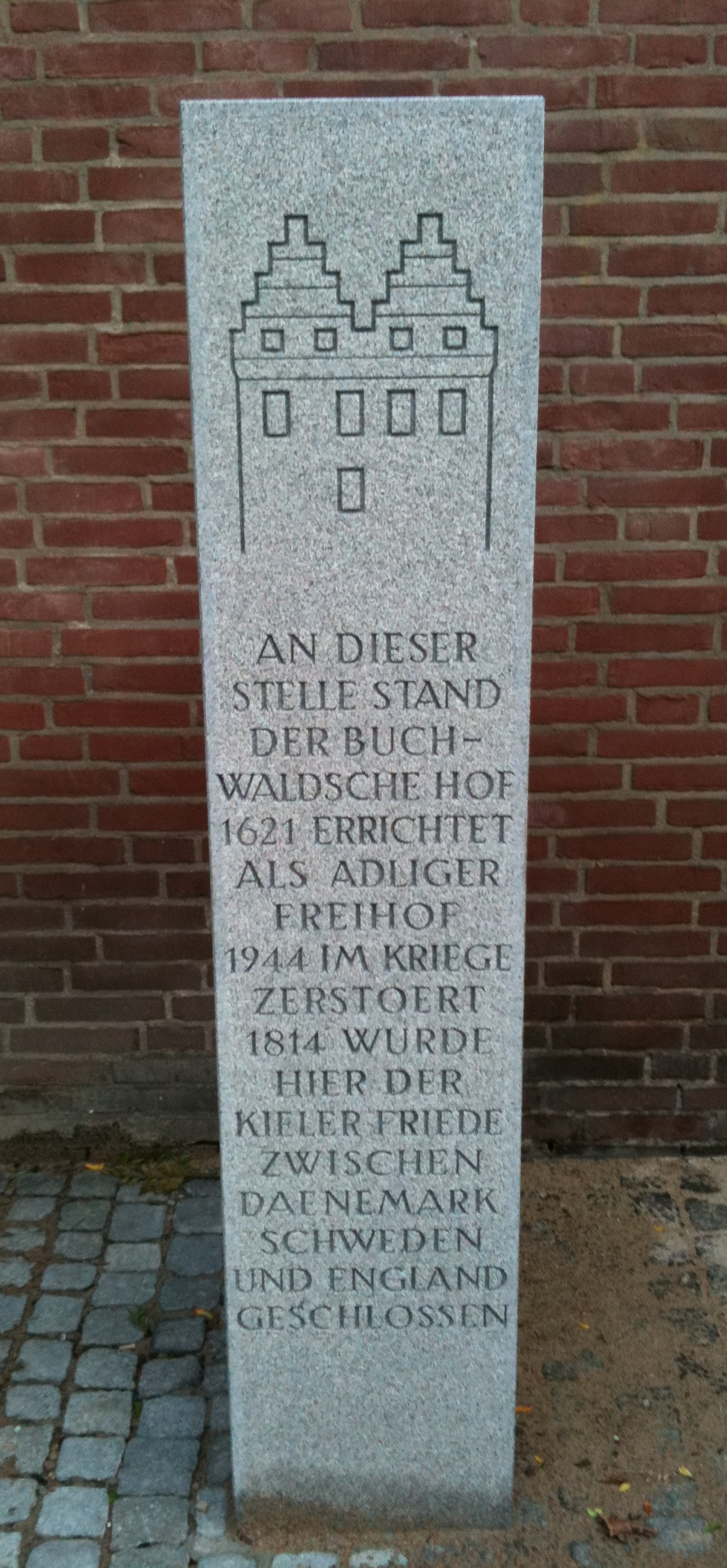
Gedenksäule zum Kieler Wohnhaus von Ägidius von der Lancken

Ägidius von der Lancken, auch Aegidius oder Ægidius (* 27. August 1580; † 15. November 1631 in Kiel) war herzoglich holstein-gottorpscher Rat und Beamter.

## Leben
Ägidius von der Lancken war der Sohn des Rates und Hofmeisters Albert von der Lancken und der Gertrude Wittorf. Nach dem frühen Tod der Eltern übernahm Christine von Hessen, die Witwe Herzogs Adolf I. von Schleswig-Holstein-Gottorf, seine Erziehung. Er besuchte das Gymnasium in Bordesholm, studierte an der Universität Tübingen und unternahm eine Bildungsreise nach Frankreich und Italien (April 1606 in Padua).
Der Erzbischof von Bremen, Herzog Johann Adolf, ernannte ihn 1604 zum Rat und Kammerherrn. 1618 holte ihn Herzog Friedrich III. an seinen Hof. Er wurde zum Geheimrat und Oberhofmeister ernannt. Dazu kam die Ernennung zum Amtshauptmann der Ämter Kiel, Bordesholm und ab 1629 auch Gottorp. Außerdem war er, ohne dem geistlichen Stand anzugehören, seit 1616 Domherr und Dompropst des Domkapitels im Hochstift Lübeck und Propst (Rechtsvertreter) des Damenstifts Kloster Preetz.
Nach der Niederlage Christians IV. in der Schlacht bei Lutter reiste er zu Tilly, um mit ihm Waffenstillstands- und Friedensverhandlungen zu führen. Nach dem Vordringen Wallensteins nach Jütland führte er mit diesem Verhandlungen wegen der von Wallenstein gewünschten Einrichtung eines Kriegshafen in Friedrichstadt. Als Gottorfer Unterhändler nahm er an den Verhandlungen teil, die 1629 zum Frieden von Lübeck führten.
In der Stadt Kiel am Kleinen Kiel wurde 1621 ein Gebäude für Ägidius von der Lancken errichtet. 1787 wird der Hof an Caspar von Buchwaldt auf Seedorf verkauft und Adeliger Freihof der Familie Buchwald, der größte Kieler Adelshof, Buchwaldscher Hof genannt.